# Агурєєва Поліна Володимирівна
Поліна Агурєєва (рос. Полина Владимировна Агуреева; 9 вересня 1976, Волгоград, СРСР) — російська акторка театру та кіно, пропагандистка рашизму і путінізму, поширює неправдиву інформації про Україну. Внесена до бази «Миротворець».

## Вибіркова фільмографія
- Довге прощання (2004)
- Ліквідація (2007)